# 後窗的女人
《窗里的女人》（英語：The Woman in the Window）是美国纽约作家丹尼爾·莫拉瑞（笔名A.J.费恩）所著的畅销惊悚小说，2018年1月出版后即成名，荣登纽约时报的每週畅销榜兩週，亚马逊将此书列为2018年选书名单。福斯影业更以100万美元买下电影版权。